# Солари, Эстебан
Эстебан Андрес Солари Поджо (исп. Esteban Andrés Solari Poggio; род. 2 июня 1980, Росарио, Санта-Фе) — аргентинский футболист, нападающий; тренер. За свою карьеру выступал за клубы из 9 стран — Аргентина, Италия, Бельгия, Кипр, Мексика, Испания, Греция, Китай, Эквадор.

## Карьера
Первые два года своей карьеры играл в Аргентине.
Позже поиграл за «Кьоджу», «Льерс» и кипрский АПОЭЛ, где в сезоне 2006/07 стал лучшим бомбардиром Первого дивизиона, забив 20 мячей.
В 2008 подписал контракт с испанской «Альмерией», но игроком основы там так и не стал. В 2010 состоялось его возвращение в АПОЭЛ, где он стабильно играл в основе до 2013 года. С начала 2013 года выступал за другой кипрский клуб — «Аполлон».